# Jan Vodháněl
Jan Vodháněl, né le 25 avril 1997 à Mladá Boleslav en Tchéquie, est un footballeur tchèque qui évolue au poste d'ailier gauche au Sigma Olomouc.

## Biographie

### En club
Né à Mladá Boleslav en Tchéquie, Jan Vodháněl est formé par le club local du FK Mladá Boleslav. Il débute en professionnel avec ce club, jouant son premier match le 9 avril 2016, lors d'une rencontre de championnat face au Dukla Prague. Il entre en jeu à la place de Jan Kalabiška (en) et les deux équipes se neutralisent (2-2 score final).
En juillet 2017 il signe en faveur du FC Sellier & Bellot Vlašim. Il découvre alors la deuxième division tchèque, jouant son premier match sous ses nouvelles couleurs dans cette compétition, le 30 juillet 2017, face au FK Baník Sokolov, lors de la première journée de la saison 2017. Il est titulaire et son équipe l'emporte par deux buts à un.
En janvier 2022, Jan Vodháněl rejoint l'Admira Wacker. Le transfert est annoncé le 9 novembre 2021 et il signe un contrat de longue durée avec le club autrichien,.
Le 26 juillet 2022, Jan Vodháněl rejoint le Sigma Olomouc. Il signe un contrat de deux ans, soit jusqu'en juin 2024.
Vodháněl se fait remarquer le 19 octobre 2022 en marquant deux buts face au SK Zápy (en) en coupe de Tchéquie. Il s'agit de ses deux premiers buts pour le club et ils permettent à son équipe de s'imposer par trois buts à un

### En sélection
Jan Vodháněl représente l'équipe de Tchéquie des moins de 20 ans, il joue un total de cinq matchs entre 2017 et 2018, et marque un but.